# Migingo (île)
Migingo (aussi appelé Bugingo ou Ugingo) est un îlot d'environ 5 000 m2 (un terrain de football mesure 7 140 m2), situé au milieu du lac Victoria.
Alors que, depuis 1926, la situation territoriale de l'île est systématiquement montrée sur les cartes et documents officiels comme kényane, l'île a fait l'objet, entre 2008 et 2009, d'une bataille juridique entre le Kenya et l'Ouganda.

## Géographique
C'est la plus petite île d'un groupe de trois situées dans le lac Victoria sur le territoire kényan :
- Migingo 0° 53′ 00″ S, 33° 56′ 19″ E
  - situation : 510 m à l'est des eaux territoriales ougandaises,
  - superficie : 0,005 km2,
  - altitude maximale : 1 142 m (altitude du lac : 1 131,7 m)[4] ;
- Usingo 0° 52′ 59″ S, 33° 56′ 31″ E
  - situation : 200 m à l'est de Migingo,
  - superficie : 0,065 km2,
  - altitude maximale : 1 177 m ;
- Pyramid 0° 54′ 08″ S, 33° 56′ 20″ E
  - situation : 2 000 m au sud de Migingo et 11 000 m au nord de la frontière tanzanienne. La partie la plus à l'ouest frôle la frontière ougandaise,
  - superficie : 0,63 km2,
  - altitude maximale : 1 263 m.

### Population
Si les deux plus grandes îles sont totalement inhabitées, environ 500 personnes, pour la plupart des pêcheurs (kényans, tanzaniens et ougandais) et des revendeurs de poisson, vivent sur Migingo.
L'habitat, qui comporte quatre bistros, plusieurs lupanars, un poste de police et une pharmacie, occupe l'entièreté de l'île.

## Histoire
Dalmas Tembo et George Kibebe, deux pêcheurs kényans, revendiquent avoir été les premiers habitants de l'île. Lorsqu'ils y sont arrivés en 1991, elle était couverte de mauvaises herbes et infestée par des oiseaux et des serpents.
Joseph Nsubuga, un pêcheur ougandais, dit qu'il est arrivé sur Migingo en 2004 et n'y a trouvé qu'une maison abandonnée.
Plus tard, d'autres pêcheurs sont venus du Kenya, d'Ouganda et de Tanzanie s'y installer en raison de sa proximité d'un banc riche en perches du Nil.
En juin 2004, les garde-côtes ougandais débarquent sur l'île, y plantent leur drapeau national et installent un poste de police. Cette action ouvre la voie à des querelles politiques entre les États kényan et ougandais.

## Polémique
La plupart des protestations ougandaises tournent autour des droits lucratifs de la pêche et surtout du commerce de la perche du Nil plutôt que sur la possession territoriale de l'île.
Entre 2008 et 2009, l'île a été, juridiquement, réclamée tant par le Kenya que par l'Ouganda alors que, depuis 1926, la propriété territoriale de l'île est systématiquement montrée sur les cartes et documents officiels comme kényane.
Début mars 2009, les pêcheurs kényans vivant sur l'île se voient signifiés qu'ils seront interdits de travail et expulsés, par les 48 policiers ougandais présents, s'ils n'acquièrent pas un permis de pêche spécial d'un montant de 50 000 KES auprès du gouvernement ougandais.
Le 12 mars 2009, le cabinet du président ougandais annonce unilatéralement dans un communiqué que l'île de Migingo est ougandaise, celle d'Usingo kényane et celle de Pyramid tanzanienne mais propose qu'une enquête approfondie soit menée avec comme directive les frontières établies en 1926.
Le 13 mars 2009, une délégation de ministres kényans menée par le ministre des affaires étrangères Moses Wetangula rencontrent leurs homologues ougandais menés par Sam Kutesa à Kampala et tombent d'accord sur deux résolutions :
- les deux pays permettent aux pêcheurs de continuer à accomplir leur affaires comme d'habitude tant que la limite territoriale n'aura pas été déterminée par les experts ;
- l'Ouganda retire ses 48 policiers étant donné que « personne ne veut la guerre ».

Le 27 mars 2009, les mêmes ministres se retrouvent sur l'îlot de Migingo pour de nouvelles négociations et s'adresser aux habitants. La délégation kényane insiste pour que le drapeau ougandais soit retiré ce que les Ougandais refusent arguant que ce point ne fut pas discuté lors de la réunion du 13 mars. Si les policiers en uniformes sont bien retirés, comme convenu, les Ougandais les remplacent par des policiers « en civil », ce qui amène les Kényans a aussi envoyer des policiers.
Avant même le résultat officiel du balisage international, le gouvernement ougandais revoit le 11 mai 2009 sa position officielle en déclarant, par la voix de son président Yoweri Museveni, que si l'île de Migingo est, en fait, kényane, la majorité des eaux l'entourant est ougandaise et que les pêcheurs kényans effectuent, illégalement, la majorité de leurs activités dans les eaux ougandaises.
Le 2 juin 2009, l'équipe d'enquête internationale, dépêchée par les deux États a constaté  que l'île est 510 m à l'est de la frontière entre le Kenya et l'Ouganda (donc au Kenya).